# Chipre en los Juegos Olímpicos de Nagano 1998
Chipre estuvo representado en los Juegos Olímpicos de Nagano 1998 por un deportista que compitió en esquí alpino.  
El portador de la bandera en la ceremonia de apertura fue el esquiador Andreas Vasili. El equipo olímpico chipriota no obtuvo ninguna medalla en estos Juegos.